# رزين (بزكش)
رزين (بالفارسية: رزین) هي منطقة سكنية تقع في إيران في قسم بزكش الریفي. يقدر عدد سكانها بـ 107 نسمة .